# Камбанария на „Света София“ в Киев
Камбанарията на катедралата „Света София“ в Киев е украински паметник на културата в стила на украинския (казашкия) барок. Тя е един от украинските национални символи и символи на Киев.
Построена е между 1699 и 1706 година, възстановена е през 1744–1748 година по проект на Йохан Шедел. През 1851–1852 година е построен четвъртият ѝ етаж по проект на епархийския архитект Павел Спаро.
Включена е под №527 в Списъка на световното културно и природно наследство на ЮНЕСКО заедно със сградите от комплекса към катедралата.
Височината на камбанарията е 76 метра.

## Архитектура
Основите на камбанарията са с размер 20 на 14 метра. Височината ѝ е 76 метра и има четири етажа. Стените на първия етаж са с дебелина от 1,5–2 m и се пресичат под прав ъгъл. Той служи като основа за по-горните етажи, на които дебелината на стените е по-малка, вероятно, за да се намали тежестта върху основите.
От оригиналната камбанария, построена между 1699 и 1706 година днес е запазена само част от втория етаж. Тъй като впоследствие архитектурата и интериорът ѝ са проектирани в същия стил, камбанарията се възприема като едно цяло. Долните две нива са правоъгълни, а горните две – осмоъгълни. Над тях има позлатен купол, върху който е поставен кръст. Четирите постепенно изтъняващи се нагоре нива и куполът върху тях придават на сградата пирамидален вид и подчертават великолепието ѝ. Арките на трите горни нива имат процепи навън.
Скулптурите, които украсяват катедралата, взаимодействат перфектно с архитектурната ѝ композиция. Декоративните орнаменти включват различни гипсови елементи – фигури на ангели, цветя, букети, венци, хералдически двойни орли и др.
Източната фасада на третия етаж, гледаща към Софийския площад, е украсена с фигури на апостол Андрей и княз Владимир, които въвеждат християнството в Украйна. Западната фасада, гледаща към двора на манастира, е украсена със статуи на свети архангел Рафаил и апостол Тимотей Ефески.
Стенописите отпреди реконструкцията от 1851–1852 година са изрисувани с полихромна боя. След реконструкцията от 1744–1748 година стените са боядисани в синьо, гипсовите орнаменти са в цвят „слонова кост“, а изображенията на светци и ангели са със следните цветове: лицата – в жълто, косите – в черно, а дрехите – многоцветни.
След реставрацията и добавянето на четвъртия етаж, камбанарията е пребоядисана в два цвята. Във всички периоди скулптурите и орнаментите остават бели или „слонова кост“

## Галерия
- Камбанария на „Света София“
- Камбанарията се отличава сред сградите на Софийски площад
- На вечерно осветление
- Северна страна
- Първи етаж, гледан от двора
- Първи етаж
- Втори етаж
- Трети етаж
- Четвърти етаж
- Стълбите на третия етаж
- Стълбището от второто до четвъртото ниво
- Стълбище към първия етаж
- Табела в памет на освещаването на камбанарията от патриарх Вартоломей I
- Панорамен изглед към катедралата „Свети Михаил“
- Панорамен изглед
- Панорамен изглед
- Панорамен изглед към Майдан Незалежности

|  | Тази страница частично или изцяло представлява превод на страницата „Дзвіниця Софійського собору“ в Уикипедия на украински. Оригиналният текст, както и този превод, са защитени от Лиценза „Криейтив Комънс – Признание – Споделяне на споделеното“, а за съдържание, създадено преди юни 2009 година – от Лиценза за свободна документация на ГНУ. Прегледайте историята на редакциите на оригиналната страница, както и на преводната страница, за да видите списъка на съавторите. ВАЖНО: Този шаблон се отнася единствено до авторските права върху съдържанието на статията. Добавянето му не отменя изискването да се посочват конкретни източници на твърденията, които да бъдат благонадеждни. |